# Odontota floridana
Odontota floridana är en skalbaggsart som beskrevs av Butte 1968. Odontota floridana ingår i släktet Odontota och familjen bladbaggar. Inga underarter finns listade i Catalogue of Life.